# CFD Mountain View

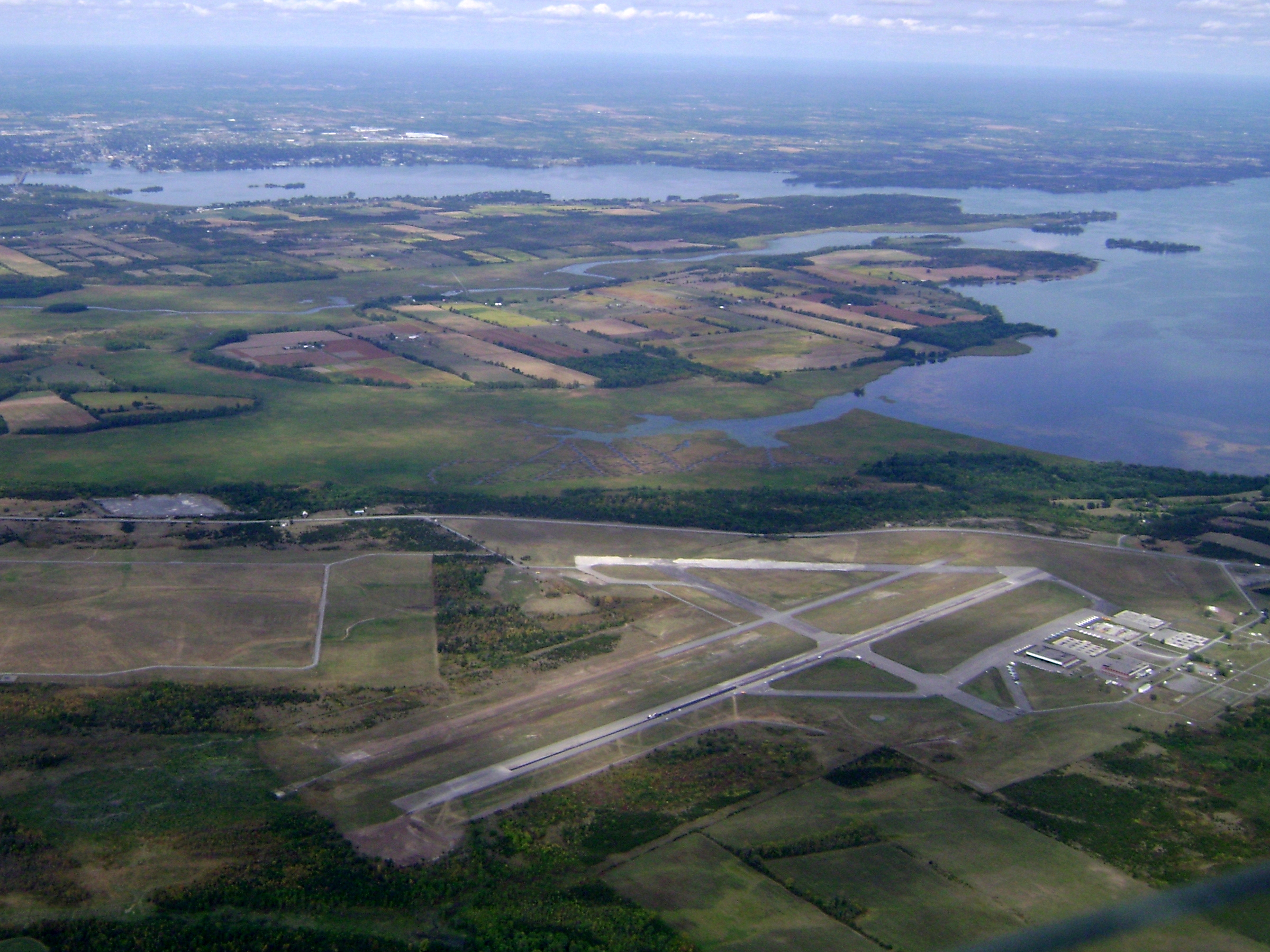
Mountain-View-Flugplatz

Canadian Forces Detachment Mountain View (CFD Mountain View) ist ein Flugplatz der kanadischen Streitkräfte, südlich von Belleville in der Provinz Ontario, Kanada. Der Flugplatz befindet sich in der Nähe des kanadischen Stützpunkts CFB Trenton und wird auch von diesem verwaltet.

## Geschichte
Der Flugplatz wurde am 23. Juni 1941 eröffnet und beheimatete die 6. Bombing and Gunnery School (6 B&GS), eine von elf Schulen, die landesweit unter dem Commonwealth Air Training Plan während des Zweiten Weltkriegs eröffnet wurden. Der Flugplatz beherbergte diverse Flugzeugtypen, darunter: Anson, Battle, Lysander, Bristol Bolingbroke und Northrop Nomad. Der Flugplatz wurde später in RCAF Station Mountain View umbenannt, als die 6 B&GS zu einer Ground Instruction School und mit der Air Armament School auf der RCAF Station Trenton vereinigt wurden.
CFD verfügt über zwei Hangars, die unter Federal Heritage Denkmalschutz stehen:
- Building 77 / Hangar 1, Denkmalschutz seit 2003
- Building 82 / Hangar 6, Denkmalschutz seit 2003´

## Gegenwart
Heute wird der Stützpunkt als Materiallager und als Überholungswerkstatt für diverse Flugzeuge der kanadischen Streitkräfte benutzt und gehört dem Aerospace and Telecommunications Engineering Support Squadron (ATESS) an, das seinen Hauptsitz auf der CFB Trenton hat. Im September 2000 eröffnete das 8. Geschwader ein Fallschirmspringzentrum, das heute als The Canadian Forces Land Advanced Warfare Centre bekannt ist. Des Weiteren befindet sich die Fallschirmspringerschule auf dem Gelände.
Im Jahr 2006 wurde eine neue Runway gebaut, um Trainingsmöglichkeiten mit dem Transportflugzeug CC-130 Hercules zu schaffen. Eine CC-177 Globemaster III landete im Jahre 2009 ohne Probleme auf dem Flugplatz. Im Jahr 2012 wurde ein neues Übungs- und Trainingszentrum, der Central Region Cadet Hangar eröffnet.